# Hypnophila incerta
Hypnophila incerta is een slakkensoort uit de familie van de Azecidae. De wetenschappelijke naam van de soort is voor het eerst geldig gepubliceerd in 1858 door Bourguignat.